# El Morral (Fígols)
El Morral és una muntanya de 1.227 metres que es troba al municipi de Fígols, a la comarca catalana del Berguedà.